# 고코노카이치바촌
고코노카이치바촌(九日市場村)은 일본 아이치현 니와군에 설치되었던 촌이다. 현재의 이치노미야시의 일부에 해당한다.